# 시노즈촌
시노즈촌(篠津村)은 사이타마현의 동부, 미나미사이타마군에 속했던 촌이다. 현재의 시라오카시의 중부에 해당한다.

## 역사
- 1889년 4월 1일 - 정촌제 시행에 의해 미나미사이타마군 시노즈촌이 성립하였다.
- 1954년 9월 1일 - 히카쓰촌 및 오야마촌의 일부가 합병해 시라오카정이 되어 소멸하였다.